# Cymodusa ambigua
Cymodusa ambigua är en stekelart som beskrevs av Dbar 1984. Cymodusa ambigua ingår i släktet Cymodusa och familjen brokparasitsteklar. Inga underarter finns listade i Catalogue of Life.